# Temporada de tufões no Pacífico de 2002
A temporada de tufões do Pacífico de 2002 foi um pouco acima da média da temporada de tufões do Pacífico, produzindo 26 tempestades nomeadas, 15 tornando-se tufões e 8 supertufões. Foi um evento do ciclo anual de formação de ciclones tropicais, no qual ciclones tropicais se formam no oeste do Oceano Pacífico. A temporada decorreu ao longo de 2002, embora a maioria dos ciclones tropicais se desenvolvam normalmente entre maio e outubro. A primeira tempestade nomeada da temporada, Tapah, se desenvolveu em 11 de janeiro, enquanto a última tempestade nomeada da temporada, Bolaven, se dissipou em 11 de dezembro. O primeiro tufão da temporada, Mitag, atingiu o status de tufão em 1º de março e se tornou o primeiro supertufão do ano quatro dias depois, mais tarde foi derrotado pelo tufão Maysak em 2015.
O objetivo deste artigo é limitado ao Oceano Pacífico noroeste, ao norte da Linha do Equador e a oeste da Linha Internacional de Data. Sistemas tropicais que se formam e a leste da Linha Internacional e ao norte da Linha do Equador são chamados furacões; ver temporada de furacões no Pacífico de 2008.
Os ciclones formados em todo o Pacífico noroeste são monitorados e ganham um nome dado pela Agência Meteorológica do Japão. As depressões tropicais que se formam nesta bacia são dados um número e ganham um sufixo 'W' pela Joint Typhoon Center. Em soma disso os sistemas, inclusive depressões tropicais, que se formam ou adentram na área de responsabilidade da Administração de Serviços Atmosféricos, Geofísicos e Astronômicos das Filipinas (PAGASA) ganham um segundo nome. Isto pode resultar que uma mesma tempestade poderá ter dois nomes. Porem esses nomes não estão em uso comum fora das Filipinas.

## Temporada Sazonal
| Previsões TSR Data    | Tempestade tropical | Total Tufões          | TCs intensos          | Ref    |
| --------------------- | ------------------- | --------------------- | --------------------- | ------ |
| Média (1972–2001)     | 26,3                | 16,4                  | 7,9                   | [ 1 ]  |
| 6 de março de 2002    | 28,6                | 18,7                  | 9,6                   | [ 1 ]  |
| 5 de abril de 2002    | 29,6                | 19,8                  | 9,8                   | [ 1 ]  |
| 7 de maio de 2002     | 30,5                | 20,9                  | 10,3                  | [ 1 ]  |
| 7 de julho de 2002    | 30,8                | 21,1                  | 10,5                  | [ 1 ]  |
| 11 de julho de 2002   | 28,6                | 19,2                  | 11,8                  | [ 1 ]  |
| 6 de agosto de 2002   | 28,4                | 19,0                  | 11,5                  | [ 1 ]  |
| Outras previsões Data | Centro previsões    | Tempestades tropicais | Tufões                | Ref    |
| 7 de maio de 2002     | Chan                | 27                    | 17                    | [ 1 ]  |
| 28 de julho, 2002     | Chan                | 27                    | 18                    | [ 1 ]  |
| Temporada de 2002     | Centro previsões    | Ciclones tropicais    | Tempestades tropicais | Tufões |
| Atividade atual:      | JMA                 | 43                    | 26                    | 15     |
| Atividade atual:      | JTWC                | 33                    | 26                    | 17     |
| Atividade atual:      | PAGASA              | 13                    | 10                    | 5      |

Em 6 de março, meteorologistas da University College London em TropicalStormRisk.com divulgaram uma previsão para a temporada de atividade acima da média, já que se esperava que as temperaturas da superfície do mar estivessem um pouco mais quentes do que o normal; o grupo usou dados do Joint Typhoon Warning Center (JTWC) e comparou as tempestades potenciais de 28,6 com a média de 30 anos de 26,3. O grupo aumentou o número de tempestades previstas em abril para 29,6, e novamente no início de maio para 30,5. Eles finalmente superestimaram o número de tempestades que se formariam. O Laboratório de Pesquisa Atmosférica da City University of Hong Kong também divulgou uma previsão para a temporada em abril de 2002, prevendo 27 tempestades com uma margem de erro de 3, das quais 11 se tornariam tufões, com uma margem de erro de 2. A agência notou uma crista subtropical mais forte do que o normal sobre o Oceano Pacífico aberto, bem como El Niño em curso condições que favoreciam o desenvolvimento, mas se esperava um desenvolvimento abaixo do normal no Mar da China Meridional. Essas previsões provaram ser amplamente precisas.
Durante o ano, a Japan Meteorological Agency (JMA) emitiu avisos sobre ciclones tropicais a oeste da Linha Internacional de Data para a Península Malaia e ao norte do equador, em seu papel como oficial Centro Meteorológico Regional Especializado, conforme designado pela Organização Meteorológica Mundial em 1989. A JMA emitia previsões e análises a cada seis horas começando à meia-noite UTC usando previsão numérica do tempo (NWP) e um modelo de previsão de ciclones tropicais climatológico. Eles usaram a técnica de Dvorak e o NWP para estimar ventos sustentados e pressão barométrica de 10 minutos. O JTWC também emitiu avisos sobre tempestades na bacia, operando de Pearl Harbor no Havaí e fornecendo previsões para as Forças Armadas dos Estados Unidos nos oceanos Índico e Pacífico. A agência mudou a sua instalação de backup de Yokosuka (Kanagawa) no Japão para Monterey, Califórnia em 2002. Vários meteorologistas deixaram a agência perto do início do ano, embora os novos previsores compensassem a sua inexperiência contando com o consenso de vários modelos de previsão. Em 2002, o JTWC começou a fazer experiências com previsões de cinco dias.

## Resumo sazonal
A atividade foi uma estação ativa, com muitos ciclones tropicais afetando Japão e China. Todo mês havia atividade tropical, com a maioria das tempestades se formando de julho a outubro. No geral, houve 44 depressões tropicais declaradas oficialmente ou não oficialmente, das quais 26 se tornaram tempestades nomeadas; destes, houve 15 tufões s, que é o equivalente a um mínimo furacões, enquanto 8 dos 15 tufões se intensificaram em supertufões não oficialmente pelo JTWC. A temporada começou cedo com a primeira tempestade, Tapah, ocorrendo em 10 de janeiro, a leste das Filipinas. Dois meses depois, Tufão Mitag se tornou o primeiro supertufão já a ser registrado em março. Em junho, o Tufão Chataan derrubou fortes chuvas nos Estados Federados da Micronésia, matando 48 pessoas e se tornando o desastre natural mais mortal no estado de Chuuk. Chataan mais tarde deixou muitos danos em Guam antes de atingir o Japão. Em agosto, o Tufão Rusa se tornou o tufão mais mortal da Coreia do Sul em 43 anos, causando 238 mortes e US $ 4,2 mil milhões em danos. Tufão Higos em outubro foi o quinto tufão mais forte a atingir Tóquio desde a Segunda Guerra Mundial. O tufão de final da temporada foi o Tufão Pongsona, que foi uma das tempestades mais custosas registradas em Guam; causou danos no valor de $ 700 milhões na ilha antes de se dissipar em 11 de dezembro.
A temporada começou cedo, mas não se tornou ativa até junho, quando seis tempestades passaram perto ou sobre o Japão depois que uma crista enfraqueceu. Nove tempestades se desenvolveram em julho, muitos dos quais influenciaram o vale das monções nas Filipinas para produzir chuvas fortes e inundações mortais. A inundação foi pior em Luzon, onde 85 pessoas morreram. A série de tempestades causou o fechamento generalizado de escolas e escritórios. Muitas estradas foram danificadas e as inundações deixaram cerca de US $ 1,8 milhão ($ 94,2 milhões PHP) em danos às plantações, principalmente para o arroz e milho. O dano geral da série de tempestades foi estimado em $ 10,3 milhões ($ 522 milhões PHP). De junho a setembro, fortes chuvas afetaram grandes porções da China, resultando em inundações devastadoras que mataram mais de 1 500 pessoas e deixaram US $ 8,2 mil milhões (¥ 68 bilhões CNY) em danos. Durante esse tempo, a Tempestade tropical Kammuri atingiu o sul da China com uma grande área de chuvas que danificou ou destruiu 245.000 casas. Houve 153 mortes relacionadas à tempestade, principalmente no interior de Hunan, e os danos totalizaram $ 322 milhões (¥ 2,665 bilhões CNY). A atividade mudou mais para o leste depois de setembro, com o Tufão Higos atingindo o Japão em outubro e o Tufão Pongsona atingindo Guam em dezembro.
Durante a maior parte do ano, as temperaturas da superfície do mar foram acima do normal perto do equador, e foram mais altas em torno de 160 ° E de janeiro a julho e em novembro. Áreas de convecção desenvolveram-se mais a leste do que o normal, causando muitas tempestades a desenvolver a leste de 150 ° E. O ponto médio de formação foi 145,9 ° E, o ponto mais oriental desde 1951. Em parte como resultado, nenhuma tempestade tropical atingiu as Filipinas pela primeira vez desde 1951, de acordo com o JMA. Duas tempestades - Ele e Huko - entraram na bacia do Pacífico Central, a leste da Linha Internacional de Data. No geral, houve 26 tempestades na bacia em 2002, o que foi ligeiramente abaixo da norma de 26,7. Um total de 15 das 26 tempestades se tornaram tufões, uma proporção ligeiramente superior ao normal.

## Sistemas

### Tempestade tropical Tapah (Agaton)
A primeira tempestade da temporada foi a tempestade tropical Tapah, que se formou em 9 de janeiro perto de Palau. Ela se desenvolveu a partir do vale das monções e foi observada pela primeira vez pelo JTWC dois dias antes de sua formação. O sistema inicialmente consistia em uma área de convecção com fraca circulação, localizada em uma área de fraca cisalhamento. Em 10 de janeiro, a JMA classificou o sistema como depressão tropical, no mesmo dia em que o JTWC iniciou os avisos sobre a depressão tropical 01W e o PAGASA classificou-o como "Agaton". A tempestade moveu-se para oeste-noroeste devido a uma crista ao norte, e o sistema gradualmente tornou-se melhor organizado. Em 12 de janeiro, o JMA elevou a depressão para tempestade tropical Tapah, e mais tarde naquele dia estimou ventos de pico de 75 km/h (47 mph). Naquela época, Tapah desenvolveu um recurso de olho abaixo de sua convecção, fazendo com que o JTWC e o PAGASA estimativa de ventos de pico de 95 km/h (59 mph). Uma aproximação de vale enfraqueceu a crista, que virou a tempestade para noroeste. Devido ao aumento do cisalhamento do vento, a convecção enfraqueceu gradualmente e o JMA rebaixou Tapah para uma depressão tropical em 13 de janeiro; entretanto, outras agências mantiveram o sistema como uma tempestade tropical. No dia seguinte, Tapah se dissipou ao longo da costa leste de Luzon nas Filipinas.

### Tufão Mitag (Basyang)
O tufão Mitag desenvolveu-se a partir de um vale próximo ao equador em 25 de fevereiro próximo aos Estados Federados da Micronésia (FSM). Ele se moveu para o oeste através do arquipélago e se intensificou em um tufão, antes de passar perto de Yap em 2 de março. Ventos fortes e chuvas fortes afetaram o estado, causando uma queda de energia em toda a ilha e destruindo centenas de casas. Mitag deixou as colheitas severamente danificadas, resultando na escassez de alimentos. A chuva e a tempestade inundaram grande parte da costa, bem como a capital de Yap, Colonia. Os danos totalizaram US $ 150 milhões, principalmente nas lavouras. Houve uma morte relacionada às consequências da tempestade.
Depois de afetar Yap, Mitag virou para o noroeste e depois para o norte devido a uma depressão que se aproximava. Passou para o norte de Palau, contribuindo para uma morte lá. Apesar das previsões de enfraquecimento, o tufão continuou a se intensificar, atingindo ventos de pico de 10 minutos de 175 km/h (109 mph) em 5 de março. O JTWC estimou o pico de ventos de 1 minuto de 260 km/h (160 mph) quando a tempestade estava cerca de 610 km (380 milhas) a leste de Catanduanes nas Filipinas; isso fez de Mitag um supertufão, o primeiro registrado no mês de março. A combinação de ar mais frio e a interação com os ventos do oeste causou o enfraquecimento significativo de Mitag. Apenas quatro dias após atingir o pico de ventos, a tempestade se dissipou bem a leste das Filipinas.

### Depressão tropical 03W (Caloy)
Em 15 de março, o JTWC começou a monitorar um distúrbio tropical e quatro dias depois o atualizou para uma depressão tropical perto de Palau. No dia seguinte, ambos os JMA e PAGASA classificou o sistema como uma depressão, e PAGASA chamou-o de "Caloy". Movendo-se na direção oeste-noroeste devido a uma crista ao norte, a depressão moveu-se através da ilha filipina de Mindanao em 21 de março e continuou através do arquipélago. Devido ao forte cisalhamento do vento, o sistema nunca se intensificou, e a JMA interrompeu os avisos em 23 de março após o sistema alcançou o Mar da China do Sul. O JTWC manteve o sistema como uma depressão tropical até 25 de março, quando um vale de latitude média absorveu o sistema na costa leste do Vietnã.
As fortes chuvas da depressão afetaram o sul das Filipinas, causando enchentes e deslizamentos de terra. A tempestade danificou 2.703 casas, incluindo 215 que foram destruídas. Os danos totalizaram cerca de $ 2,4 milhões ($ 124 milhões em PHP). Houve 35 mortes nas Filipinas, principalmente em Surigao del Sur em Mindanao por afogamentos.

### Tufão Hagibis
O vale das monções gerou uma perturbação tropical perto das Ilhas Carolinas em meados de maio. Naquela época, o sistema era uma área de convecção com uma circulação fraca, embora o sistema estivesse organizado conforme o fluxo de saída melhorou. Ele rastreou na direção noroeste dentro do vale das monções, dirigido por uma crista de nível médio. O sistema se desenvolveu em uma depressão tropical em 14 de maio sobre 500 km a sudoeste de Chuuk Lagoon, e logo no dia seguinte o JTWC iniciou os avisos. Por vários dias a depressão permaneceu fraca, até que se intensificou na tempestade tropical Hagibis em 16 de maio sobre 200 km a sudoeste de Guam. O desenvolvimento tempestade causou chuvas em Guam que encerrou a temporada de incêndios florestais da ilha. A tempestade se intensificou rapidamente, desenvolvendo uma característica ocular mais tarde naquele dia. No início de 18 de maio, o JMA atualizou Hagibis para um tufão, e, por volta dessa época, um vale que se aproximava virou a tempestade para o nordeste.
Enquanto acelerava para nordeste, Hagibis desenvolveu um olho bem definido e passou por um período de aprofundamento rápido. Em 19 de maio, o JMA estimou ventos de pico de 10 minutos em 175 km/h ( 110 mph), e os ventos de 1 minuto estimados pelo JTWC de 260 km/h (160 mph); isso tornou o Hagibis um supertufão, o segundo de o ano. No momento de seu pico, o tufão estava localizado a cerca de 305 km a oeste-sudoeste das Ilhas Marianas do Norte. Hagibis apenas manteve seu pico por cerca de 12 horas, após o que o olho começou a enfraquecer. O vale que causou a aceleração do tufão também fez com que a tempestade perdesse características tropicais, e o ar seco gradualmente se tornou arrastado na circulação. Em 21 de maio, Hagibis tornou-se extratropical ao leste do Japão após ter enfraquecido abaixo da intensidade do tufão. Os remanescentes continuaram para o nordeste e se dissiparam ao sul das Ilhas Aleutas em 22 de maio.

### Tempestade tropical severa Noguri (Espada)
No início de junho, uma perturbação no vale das monções persistiu no Mar da China Meridional, a leste do Vietnã. Em 4 de junho, uma depressão tropical se desenvolveu ao largo da costa leste de Ainão, com ampla circulação e convecção dispersa. O sistema seguiu lentamente para o leste devido a uma crista ao norte, e as condições favoreceram a intensificação, incluindo vazão favorável e cisalhamento mínimo do vento. O JTWC iniciou os avisos em 6 de junho, e apesar das condições favoráveis, a depressão permaneceu fraca. Em 7 de junho, o sistema entrou brevemente na área de responsabilidade da PAGASA, e a agência o nomeou Espada. Mais tarde naquele dia, o JTWC elevou a depressão para uma tempestade tropical, e em 8 de junho o JMA elevou a depressão para tempestade tropical Noguri a meio caminho entre Taiwan e Luzon. O aumento do fluxo de uma depressão que se aproxima permitiu que a tempestade se intensificasse rapidamente. O JTWC transformou Noguri em tufão no final de 8 de junho, após o aparecimento de um olho. Naquela época, a tempestade estava se movendo para nordeste devido a uma crista de construção a sudeste. O JMA estimou apenas ventos de pico de 10 minutos em 110 km/h (68 mph), tornando-os uma forte tempestade tropical. No entanto, o JTWC estimou os ventos de pico de 160 km/h (99 mph), depois que o olho ficou bem organizado. O aumento do cisalhamento do vento enfraqueceu Noguri, e a tempestade passou logo a oeste de Miyako-jima em 9 de junho. A convecção diminuiu e o JTWC declarou Noguri extratropical enquanto a tempestade se aproximava do Japão. O JMA continuou rastreando a tempestade até que ela se dissipou na Península de Kii em 11 de junho.
Enquanto a tempestade passava ao sul de Taiwan, caiu chuva forte com pico de 320 mm no condado de Pingtung. Chuvas no Japão atingiram o pico em 123 mm em uma estação na Prefeitura de Kagoshima. A ameaça da tempestade causou o fechamento de escolas e 20 cancelamentos de voos de companhias aéreas. Noguri feriu um pessoa, danificou uma casa e causou cerca de $ 4 milhões (¥ 504 milhões JPY) em danos agrícolas.

### Tufão Rammasun (Florita)
O tufão Rammasun foi o primeiro de quatro tufões a contribuir para chuvas fortes e enchentes mortais nas Filipinas em julho de 2002; houve 85 mortes relacionadas às quatro tempestades, com 2 463 casas danificadas ou destruídas. Rammasun se desenvolveu na mesma época que o Tufão Chataan, mas mais para o oeste. A tempestade seguiu para noroeste em direção a Taiwan e em 2 de julho atingiu o seu pico de intensidade com ventos de 160 km/h (99 mph). Rammasun virou para o norte, passando a leste de Taiwan e China. Em Taiwan, as bandas de chuva externas caíram chuvas que aliviaram as condições de seca. Em contraste, as chuvas na China seguiram condições anteriormente úmidas, resultando em inundações adicionais, embora menos danos do que o esperado; houve cerca de US $ 85 milhões em danos à safra e à pesca em Zhejiang.
Depois de afetar Taiwan e a China, Rammasun começou a enfraquecer devido à aproximação de uma depressão, que virou o tufão para nordeste. Ele passou sobre a ilha japonesa de Miyako-jima e também produziu ventos fortes em Okinawa. Cerca de 10 000 casas perderam energia na ilha, e as ondas altas mataram dois marinheiros. No continente japonês, houve danos leves nas plantações e um ferimento grave. Depois de enfraquecer para uma tempestade tropical, Rammasun passou a oeste da ilha sul-coreana de Jejudo, onde ondas altas mataram uma pessoa. A tempestade cruzou o país, matando três outras e deixando US $ 9,5 milhões em danos. As chuvas intensas também afetaram a Coreia do Norte e Primorsky Krai no Extremo Oriente russo.

### Tufão Chataan (Gloria)
O tufão Chataan formou-se em 28 de junho de 2002, perto do FSM, e por vários dias ele vagou enquanto produzia fortes chuvas em toda a região. Em Chuuk, um estado no FSM, a precipitação total mais alta em 24 horas foi de 506 mm (19,9 pol.), que foi maior do que o total mensal médio. A chuva produziu inundações de até 1,5 m de profundidade, causando deslizamentos de terra mortais em toda a ilha que mataram 47 pessoas; isso fez de Chataan o desastre natural mais mortal da história da ilha. Também houve uma morte nas proximidades de Pohnpei, e os danos no FSM totalizaram mais de $ 100 milhões.
Depois de afetar o FSM, Chataan iniciou uma trajetória noroeste como um tufão que se intensificou. Seu olho passou logo ao norte de Guam em 4 de julho, embora a parede do olho tenha se movido pela ilha e caído chuva forte. Os totais foram mais altos no sul de Guam, com pico de 536 mm (21,1 pol.). Inundações e deslizamentos de terra causados pela tempestade danificaram gravemente ou destruiram 1.994 casas. Os danos na ilha totalizaram US $ 60,5 milhões e houve 23 feridos. O tufão também afetou Rota nas Ilhas Marianas do Norte com rajadas de vento e chuvas fracas. O tufão Chataan atingiu a sua intensidade máxima de 175 km/h (109 mph) em 8 de julho. Enfraqueceu ao virar para o norte, e depois de diminuir para uma tempestade tropical, Chataan atingiu o leste do Japão em 10 de julho. Chuvas intensas, com pico em 509 mm, inundou 10.270 casas. Os danos no Japão totalizaram cerca de $500 milhões (¥59 bilhões de JPY).

### Tufão Halong (Inday)
O vale das monções gerou uma depressão tropical em 5 de julho perto das Ilhas Marshall, perto de onde Chataan se originou. Durante grande parte de sua duração, Halong mudou-se em direção ao noroeste, intensificando gradualmente em uma tempestade tropical. No início de 10 de julho, Halong passou logo ao sul de Guam como uma tempestade tropical, de acordo com o JMA, embora o JTWC a tenha avaliado como um tufão perto da ilha. Ele havia ameaçado atingir a ilha menos de uma semana após o desembarque prejudicial de Chataan e, embora Halong permanecesse ao sul de Guam, produziu ondas altas e ventos fortes na ilha. A tempestade interrompeu os esforços de socorro após Chataan, causando quedas de energia adicionais, mas poucos danos.
Depois de afetar Guam, Halong rapidamente se tornou um tufão e atingiu seus ventos de pico em 12 de julho. O JTWC estimou ventos de pico de 1 minuto de 250 km/h (160 mph), enquanto o JMA estimou ventos de 10 minutos em 155 km/h (96 mph). O tufão enfraqueceu bastante enquanto fazia uma curva para nordeste, embora seus ventos tenham causado falta de energia generalizada em Okinawa. Halong atingiu o sudeste do Japão, deixando fortes chuvas e produzindo ventos fortes que deixaram prejuízos de $89.8 milhões (¥10.3 mil milhões JPY). Houve uma morte no país e nove feridos. Halong se tornou extratropical em 16 de julho e se dissipou no dia seguinte.

### Tempestade tropical severa Nakri (Hambalos)
A circulação se formou em 7 de julho no Mar do Sul da China, com convecção associada localizada ao sul. O fluxo de saída aumentou à medida que o sistema se tornou mais organizado, e no final de 7 de julho uma depressão tropical formou-se a sudoeste de Taiwan. uma crista localizada sobre as Filipinas fez com que o sistema seguisse para nordeste. No início de 9 de julho, a AMJ classificou a depressão para a tempestade Tropical Nakri, próximo ao oeste de Taiwan.foi uma pequena tempestade, e enquanto se movia ao longo da porção norte da ilha, Nakri enfraqueceu à medida que sua convecção diminuía. Mesmo assim, ele intensificou-se enquanto se afastava de Taiwan, cheganda a ventos máximos sustentados de 95 km/h em 10 de julho. o cavado das monções virou Nakri para leste por dois dias, até que uma crista enfraquecida a virou para o norte em 12 de julho. Naquele dia, a tempestade passou logo a oeste de Okinawa, e pouco depois Nakri enfraqueceu-se para uma depressão tropical. Em 13 de julho, Nakri dissipou-se a oeste de Kyushu.
Ao passar por Taiwan, Nakri causou chuva forte que atingiu 647 mm na ilhota Pengjia. com um total de 170 mm que caiu num dia na barragem de Feitsui, representando o total diário mais alto nessa altura do ano. Taiwan havia experimentado condições de seca antes do tufão anterior Rammasun, e chuvas adicionais de Nakri eliminaram todas as restrições de água restantes. Nakri matou um pescador e um armador durante a sua passagem. High rains also affected southeastern China, and later Okinawa. Chuvas fortes também afetaram o sudoeste da China, and later Okinawa. e depois Okinawa. A tempestade induziu fortes chuvas nas Filipinas, assim como no Japão, onde deslizamentos de terra e inundações foram relatados ao longo de uma frente fria.

### Tufão Fengshen
O vale das monções gerou uma depressão tropical em 13 de julho, que se intensificou rapidamente devido ao seu pequeno tamanho. Em 15 de julho, Fengshen atingiu o status de tufão e, depois de inicialmente se mover para o norte, começou um movimento em direção ao noroeste. Em 18 de julho, o tufão atingiu o pico de ventos de 10 minutos de 185 km/h (115 mph), de acordo com o JMA, tornando-se a tempestade mais forte da temporada. O JTWC estimou o pico de ventos de 1 minuto em 270 km/h (170 mph), e a agência estimou que Fengshen foi um supertufão por cinco dias. Isso quebrou o recorde para a duração mais longa naquela intensidade, anteriormente definida por Tufão Joan em 1997, e posteriormente empatado por Tufão Ioke em 2006.
Enquanto estava perto do pico de intensidade, o tufão Fengshen sofreu o efeito Fujiwhara com o Tufão Fung-wong, fazendo com que a última tempestade se voltasse para o sul. Fengshen enfraqueceu gradualmente ao se aproximar do Japão, e cruzou as Ilhas Ōsumi do país em 25 de julho como uma forte tempestade tropical. Quando o tufão levou um cargueiro para a costa, quatro pessoas morreram afogadas e as quinze restantes foram resgatadas. No país, Fengshen causou fortes chuvas e produziu fortes chuvas, causando deslizamentos de terra, $ 4 milhões (¥ 475 milhões de JPY) em danos às colheitas, e uma morte. Depois de afetar o Japão, Fengshen enfraqueceu no Mar Amarelo para uma depressão tropical, antes de se mover pela Península de Shandong na China e se dissipar em 28 de julho.

### Depressão tropical 13W (Juan)
Em 16 de julho, uma área de convecção aumentou a noroeste de Palau com uma circulação fraca. O cisalhamento moderado dispersou as tempestades, embora o sistema gradualmente se organizasse. Seguiu para noroeste devido a uma crista ao norte, tornando-se uma depressão tropical em 18 de julho. PAGASA deu ao sistema a nome local "Juan", e o JTWC classificou-a como depressão tropical 13W, embora o JMA não a tenha classificado como tempestade tropical. No início de 19 de julho, a depressão atingiu a Ilha Samar nas Filipinas e continuou para o noroeste através do arquipélago. Um aumento na convecção no dia seguinte levou o JTWC a atualizar o sistema para uma tempestade tropical antes que ele se movesse sobre Luzon e a área de Metro Manila. Corte crescente e fluxo interrompido devido ao enfraquecimento da interação com a terra o sistema, e o JTWC descontinuou os avisos em 22 de julho. PAGASA continuou rastreando o sistema até o dia seguinte.
A depressão causou fortes chuvas nas Filipinas durante a sua passagem, apenas algumas semanas depois que vários sistemas tropicais consecutivos causaram enchentes mortais no país. As chuvas obrigaram 2 400 pessoas a evacuar. Tornados e deslizamentos de terra relacionados com tempestades mataram pelo menos três pessoas. Três pessoas foram eletrocutadas e uma enchente matou pelo menos duas pessoas. Ao todo, a depressão tropical Juan matou 14 pessoas e feriu outras duas. 583 casas foram danificadas ou destruídas, e os danos totalizaram cerca de $ 240.000 ($ 12,1 milhões PHP), principalmente em Luzon.

### Tufão Fung-wong (Kaka)
Uma pequena circulação formou-se a nordeste das Ilhas Marianas do Norte em 18 de julho. Mais tarde naquele dia, o JMA classificou o sistema como uma depressão tropical. Convecção e vazão aumentaram no dia seguinte, e o sistema moveu-se lentamente para o oeste devido a uma crista sobre o Japão. Depois de mais organização, o JTWC deu início a avisos em 20 de julho, enquanto a depressão estava a sudoeste de Iwo Jima. Pouco depois, o JMA o atualizou para tempestade tropical Fung-Wong. Em 22 de julho, a tempestade começou a sofrer o efeito Fujiwhara com o maior tufão Fengshen a leste, fazendo com que Fung-wong se voltasse para sudoeste. Por volta dessa época, a tempestade entrou na região de PAGASA, ganhando o nome local de Kaka. Fung-wong rapidamente se intensificou após desenvolver um pequeno olho, tornando-se um tufão em 23 de julho com ventos de pico de 130 km/h (81 mph). Virou para o sul e mais tarde a sudeste enquanto interagia com o maior Fengshen, que passava ao norte dele. Em 25 de julho, o tufão enfraqueceu para uma forte tempestade tropical enquanto estava no ponto mais meridional do seu percurso. A tempestade virou para o norte e completou um grande loop entre as ilhas Ryukyu e Marianas do Norte naquele dia. A combinação de águas mais frias, vento forte e ar seco causou enfraquecimento, e a tempestade se deteriorou em uma depressão tropical em 27 de julho. Passando uma curta distância ao sul de Kyushu, Fung-wong se dissipou mais tarde naquele dia.
A tempestade causou fortes chuvas no Japão, atingindo 717 mm em uma estação em Miyazaki. As chuvas causaram dois deslizamentos de terra e resultaram em atrasos nos sistemas de transportes, bem como no cancelamento de rotas de balsas e linhas aéreas. Também houve pequenos danos à colheita.

### Tempestade tropical Kalmaegi
Um distúrbio tropical desenvolveu-se em 17 de julho no Oceano Pacífico Central, próximo à Linha Internacional de Data. Convecção profunda com escoamento persistiu em torno de uma circulação, e às 06:00 UTC de 20 de julho o JMA classificou o sistema como uma depressão tropical, logo a leste da linha de data e cerca de 980 km a oeste-sudoeste do Atol Johnston. O sistema cruzou a linha logo em seguida e rapidamente se intensificou na tempestade tropical Kalmaegi. O JMA classificou o sistema como uma tempestade tropical, embora o JTWC o tenha mantido como uma depressão tropical. Kalmaegi moveu-se para noroeste devido a uma crista ao norte, e inicialmente um vale tropical superior da troposfera forneceu condições favoráveis. No entanto, o vale logo aumentou o cisalhamento do vento e restringiu a vazão, o que causou um rápido enfraquecimento. As tempestades diminuíram da circulação, e por volta das 12:00 UTC de 22 de julho, Kalmaegi se dissipou cerca de 30 horas após a formação.

### Tempestade tropical severa Kammuri (Lagalag)
Um grande sistema de monções persistiu no final de julho de 2002 perto das Filipinas. Em 2 de agosto, uma depressão tropical formou-se na costa noroeste de Luzon e moveu-se para oeste-noroeste. No final de 3 de agosto, intensificou-se na tempestade tropical Kammuri na costa de Hong Kong. Uma crista enfraquecida desviou a tempestade para o norte em direção à costa da China. A tempestade tropical Kammuri atingiu a costa no final de 4 de agosto, após atingir o pico de ventos de 100 km/h (62 mph). O sistema se dissipou na costa montanhosa do leste da China e se fundiu com uma frente fria em 7 de agosto.
As chuvas intensas de Kammuri afetaram grandes porções da China, principalmente na província de Guangdong, onde chegaram à costa. Em Hong Kong, as chuvas causaram deslizamentos de terra e danificaram uma estrada. Duas barragens foram destruídas em Guangdong pela enchente, e 10 pessoas foram mortas por um deslizamento de terra. Em toda a província, mais de 100 000 pessoas tiveram que ser evacuadas devido às enchentes, e depois que 6 810 casas foram destruídas. As inundações danificaram estradas, ferrovias e túneis e deixaram cortes de energia e água em toda a região. As chuvas foram benéficas para aliviar as condições de seca em Guangdong, embora mais para o interior as chuvas tenham ocorrido após meses de inundações mortais. Na província de Hunan, os restos da tempestade se fundiram com uma frente fria e destruíram 12.400 casas. Em seu caminho, as inundações danificaram ou destruíram 245 000 casas e destruíram cerca de 60 ha de campos de cultivo. Kammuri e seus remanescentes mataram 153 pessoas, e o dano foi estimado em $509 milhões (¥4,219 mil milhões CNY).

### Depressão tropical 18W (Milenyo)
Uma depressão tropical se desenvolveu em 10 de agosto a leste das Filipinas. Inicialmente, estava desorganizado devido a condições hostis e não se intensificou significativamente antes de cruzar a ilha filipina de Luzon. Lá, uma enchente forçou 3 500 pessoas a evacuar as suas casas. Nas Filipinas, a tempestade matou 35 pessoas e causou US $ 3,3 milhões em danos, com 13 178 casas danificadas ou destruídas. Foi a tempestade final batizada por PAGASA durante a temporada.
Depois de afetar as Filipinas, a depressão tropical atingiu o Mar da China Meridional e se dissipou em 14 de agosto. Durante o dia seguinte, apesar dos sistemas separados, os remanescentes de 18W formaram outro sistema que posteriormente se intensificaria em Tempestade tropical Vongfong.

### Tufão Phanfone
O vale das monções gerou uma depressão tropical em 11 de agosto, a oeste do Atol de Ujelang. Ele se moveu geralmente para noroeste devido a uma crista ao norte, rapidamente se intensificando na tempestade tropical Phanfone em 12 de agosto. Com boa vazão e bandas de chuva em desenvolvimento, a tempestade continuou a fortalecer-se, tornando-se um tufão em 14 de agosto. Phanfone desenvolveu um olho bem definido, rodeado por convecção profunda. Em 15 de agosto, o JMA estimou ventos de 10 minutos em 155 km/h (96 mph), e os ventos de 1 minuto estimados pelo JTWC de 250 km/h (160 mph), tornando-se um supertufão. Fluxo diminuído e um ciclo de reposição da parede do olho causaram enfraquecimento, e passou perto de Iwo Jima em 16 de agosto.  Phanfone virou para o nordeste dois dias depois devido ao enfraquecimento da crista, e o ar seco causou rápida deterioração. Passando pelo sudeste do Japão, caiu para o status de tempestade tropical em 19 de agosto antes de se tornar extratropical no dia seguinte;  os remanescentes continuaram para o nordeste e cruzaram a Linha Internacional de Data em 25 de agosto.
Rajadas de vento em Iwo Jima atingiram 168 km/h (104 mph).  A precipitação no Japão continental atingiu o pico de 416 mm (16.4 in) perto de Tóquio, e o tufão inundou 43 casas. As chuvas intensas causaram danos às estradas e deslizamentos de terra, bem como alguns danos à aquicultura. A tempestade causou 22 rotas de balsa e 10 voos a serem cancelados, e fechar temporariamente refinarias perto de Tóquio.  Na ilha costeira de Hachijō-jima, ventos fortes causaram uma queda de energia temporária.

### Tempestade tropical Vongfong
Uma depressão tropical se formou no Mar da China Meridional durante 15 de agosto a partir dos remanescentes de 18W. Moveu-se para noroeste, fortalecendo-se na tempestade tropical Vongfong em 18 de agosto. Passou fora e ao leste de Ainão antes de atingir a costa em 19 de agosto no sul da China perto de Wuchuan, Guangdong. Logo depois que a circulação se dissipou, caíram fortes chuvas em toda a região.  Uma pessoa morreu em um acidente de trânsito em Hong Kong, e deslizamentos de terra mataram doze pessoas. A tempestade destruiu 6.000 casas, principalmente em Guangdong, e os danos no país totalizaram pelo menos US$ 86 milhões.

### Tufão Rusa
O tufão Rusa desenvolveu-se em 22 de agosto a partir do vale das monções no oceano Pacífico aberto, bem ao sudeste do Japão. Por vários dias, Rusa mudou-se para o noroeste, eventualmente intensificando-se em um poderoso tufão. O JMA estimou o pico de ventos de 10 minutos de 150 km/h (93 mph), e o JTWC estimou o pico de ventos de 1 minuto em 215 km/h (134 mph). Em 26 de agosto, a tempestade atingiu as Ilhas Amami do Japão, onde Rusa deixou 20 000 pessoas sem energia e causou duas fatalidades. Em todo o Japão, o tufão derrubou chuvas torrenciais com pico de 902 mm na Prefeitura de Tokushima.

### Tufão Sinlaku
O Sinlaku formou-se em 27 de agosto a nordeste das Ilhas Marianas do Norte. Depois de se mover inicialmente para o norte, ele começou um movimento geral para o oeste que manteve pelo resto da sua duração. Sinlaku tornou-se um tufão e atingiu seu pico de ventos em 31 de agosto. Nos dias seguintes, ele flutuou ligeiramente em intensidade enquanto se movia sobre ou perto de várias ilhas japonesas. Em 4 de setembro, o olho do tufão cruzou Okinawa. Caiu fortes chuvas e produziu ventos fortes que deixaram mais de 100 000 pessoas sem energia. Os danos à ilha foram estimados em $ 14,3 milhões, incluindo $ 3,6 milhões em danos à Base Aérea de Kadena.
Depois de afetar Okinawa, Sinlaku ameaçou o norte de Taiwan, que havia sido afetado por dois tufões mortais no ano anterior. Os danos acabaram sendo mínimos na ilha, embora duas pessoas tenham sido mortas. Sinlaku enfraqueceu ligeiramente antes de fazer seu landfall final no leste da China perto de Wenzhou em 7 de setembro. A tempestade produziu uma rajada de vento recorde de 204 km/h (127 mph), e logo ao sul da cidade, ondas altas destruíram vários cais e um grande barco. Chuvas intensas e ventos de Sinlaku destruíram 58 000 casas e grandes áreas de plantações foram destruídas. Os danos na China foram estimados em $ 709 milhões, e houve 28 mortes lá.

### Tufão Ele
Uma extensão oriental do vale das monções a sudoeste do Havaí se organizou na depressão tropical Dois-C em 27 de agosto e se fortaleceu na Tempestade tropical Ele seis horas depois. Apesar da presença de Alika nas proximidades, Ele se desenvolveu rapidamente e se fortaleceu em um furacão em 28 de agosto. Depois de contribuir para a morte de Alika, Ele intensificou para ventos de 205 km/h (127 mph) antes de cruzar a Linha Internacional de Data em 30 de agosto.
Reclassificado como um tufão, Ele moveu-se para o norte-noroeste devido a uma fraqueza no cume ao norte. No início de 31 de agosto, o JTWC estimou o pico de ventos de 1 minuto da tempestade em 165 km/h (103 mph). Em 2 de setembro, o JMA estimou o pico de ventos de 10 minutos em 165 km/h ( 105 mph) enquanto Ele estava a nordeste de Atoll Wake. O tufão virou para nordeste devido à aproximação de uma depressão, embora Ele retomou o seu movimento norte-noroeste anterior depois de uma crista construída atrás do cavado. Ele enfraqueceu gradualmente devido às águas mais frias e ao aumento do cisalhamento do vento, e em 6 de setembro Ele deteriorou-se abaixo do status de tufão. As tempestades se separaram da circulação, fazendo com que Ele enfraquecesse e se tornasse uma depressão tropical no final de 9 de setembro. Nessa época, ele começou a se mover para o nordeste e em 10 de setembro fez a transição para uma tempestade extratropical. Os remanescentes de Ele continuaram a nordeste até se moverem de volta para o Pacífico central como uma tempestade extratropical em 11 de setembro e se dissipar em 13 de setembro.

### Tempestade tropical Hagupit
Uma área de convecção desenvolveu-se em 8 de setembro a nordeste de Luzon. Movendo-se para oeste devido a uma crista ao norte, lentamente se organizou, formando uma depressão tropical em 9 de setembro no Mar do Sul da China. Ao se aproximar do sudeste da China, a depressão intensificou-se na tempestade tropical Hagupit e atingiu ventos de pico de 85 km/h (53 mph). Por volta das 19:00 UTC de 11 de setembro, a tempestade atingiu a costa oeste de Macau e rapidamente enfraqueceu-se em uma depressão tropical. O JTWC prontamente interrompeu os avisos, embora o JMA continuou rastreando Hagupit por terra. Os remanescentes executaram um loop sobre Guangdong antes de se moverem para o mar e se dissiparem em 16 de setembro perto de Hong Kong.
Hagupit deixou cair fortes chuvas ao longo da costa da China por vários dias, com pico de 344 mm na cidade de Zhanjiang. As chuvas inundaram extensas áreas de plantações e resultaram em deslizamentos de terra. Em Guangdong, 330 casas foram destruídas e os danos foram estimados em $ 32,5 milhões. Em Hong Kong, 32 pessoas ficaram feridas devido à tempestade, e 41 voos foram cancelados. Em Fuzhou na província de Fujian, tempestades relacionadas ao Hagupit inundaram centenas de casas. Mais a oeste, em Jiangxi, as inundações da tempestade destruíram 3.800 casas, arruinaram 180 pontes e mataram 25. No mar, um helicóptero resgatou a tripulação de 25 de um barco naufragado durante a tempestade.

### Tempestade tropical Changmi
Uma área de tempestades aumentou perto do FSM em 15 de setembro dentro do vale das monções. Localizado em uma área de cisalhamento moderado do vento, sua convecção era intermitente em torno de uma circulação fraca. Em 18 de setembro, o JTWC emitiu um Alerta de formação de ciclone tropical (TCFA), e o JMA classificou o sistema como uma depressão tropical; no entanto, as duas agências de alerta monitoravam circulações diferentes dentro do mesmo sistema e, em 19 de setembro, a circulação que o JMA estava rastreando tornou-se o sistema dominante. Pouco tempo depois, a agência rebaixou o sistema para uma área de baixa pressão após o enfraquecimento. No dia seguinte, o JMA atualizou novamente o sistema para uma depressão tropical, e o JTWC emitiu um segundo TCFA quando o sistema tinha uma circulação parcialmente exposta perto de uma área de convecção crescente. No final de 21 de setembro, o JMA atualizou a depressão para tempestade tropical Changmi, no sul do Japão. No dia seguinte, Changmi atingiu o pico de ventos de 85 km/h (53 mph). No entanto, o JTWC observou que o sistema estava absorvendo ar seco e se tornando extratropical e, portanto, não emitiu avisos sobre a tempestade. Movendo-se para nordeste, Changmi tornou-se um ciclone extratropical em 22 de setembro e gradualmente tornou-se mais intenso até cruzar a Linha Internacional de Data no início de 25 de setembro.

### Tempestade tropical Mekkhala
Um vale alongado com convecção associada desenvolveu-se no Mar da China Meridional em 21 de setembro. O cisalhamento leve e o fluxo crescente permitiram que o sistema se tornasse melhor organizado e formou uma depressão tropical em 22 de setembro entre o Vietnã e Luzon. Uma crista a nordeste permitia que o sistema seguisse para noroeste. Por vários dias, a depressão não se organizou mais, apesar das condições favoráveis; no entanto, no final de 24 de setembro, a circulação desenvolveu bandas de chuva e uma característica de olho fraco. Cedo no dia seguinte, o JMA a atualizou para a tempestade tropical Mekkhala, que rapidamente se intensificou para uma intensidade de pico de 85 km/h (53 mph). Por volta das 12:00 UTC de 25 de setembro, Mekkhala atingiu a costa oeste de Ainão perto do pico de intensidade. Logo depois, mudou-se para o Golfo de Tonkin e enfraqueceu devido à interação da terra e aumento do cisalhamento. Mekkhala permaneceu uma tempestade tropical fraca até 28 de setembro, quando enfraqueceu para uma depressão tropical e se dissipou logo depois, no extremo norte do Golfo de Tonkin.
Mekkhala deixou cair fortes chuvas ao longo de seu caminho, com pico em 479 mm em Sanya, Ainão. Ao longo da ilha, ventos fortes atingiram a costa ou afundou 20 barcos, e 84 pescadores foram resgatados. Ao longo de Ainão, as fortes chuvas destruíram 2 500 casas e deixaram US$ 80,5 milhões em danos. Chuvas intensas se espalharam pelo sudoeste da China, especialmente em Guangxi. Em Beihai, a tempestade destruiu 335 casas, resultando em US$ 22 milhões em danos.

### Tufão Higos
O tufão Higos desenvolveu-se em 25 de setembro a leste das Ilhas Marianas do Norte. Ele seguiu na direção oeste-noroeste durante os primeiros dias, intensificando-se continuamente em um poderoso tufão em 29 de setembro. Higos enfraqueceu e virou-se para o norte-nordeste em direção ao Japão, atingindo a Prefeitura de Kanagawa naquele país em 1 de outubro Pouco depois, ele cruzou Tóquio, tornando-se o terceiro tufão mais forte a fazê-lo desde a Segunda Guerra Mundial. Ele enfraqueceu ao cruzar Honshu, e logo depois marcante Hokkaidō em 2 de outubro, Higos tornou-se extratropical. Os remanescentes passaram por Sakhalin e se dissiparam em 4 de outubro.
Antes de atingir o Japão, Higos produziu ventos fortes nas Ilhas Marianas do Norte ao passar para o norte. Esses ventos danificaram o suprimento de alimentos em duas ilhas. Mais tarde, Higos se moveu pelo Japão com rajadas de vento de 161 km/h (100 mph), incluindo rajadas recorde em vários locais. Um total de 608.130 prédios no país ficaram sem energia, e duas pessoas foram eletrocutadas na sequência da tempestade. O tufão também causou fortes chuvas que atingiram 346 mm (13,6 pol.). As chuvas inundaram casas em todo o país e causaram deslizamentos de terra. Ondas fortes arrastaram 25 barcos para a costa e mataram uma pessoa ao longo da costa. Os danos no país totalizaram US$ 2,14 bilhões (¥261 bilhões em JPY), e houve cinco mortes. Mais tarde, os remanescentes de Higos afetaram o Extremo Oriente russo, matando sete pessoas em dois naufrágios perto de Primorsky Krai.

### Tempestade tropical severa Bavi
Um distúrbio tropical organizado na calha das monções no início de outubro perto do FSM. A convecção consolidou-se gradualmente em torno de uma única circulação, evoluindo para uma depressão tropical em 8 de outubro. O cisalhamento do vento foi fraco e a vazão foi boa, o que permitiu um fortalecimento lento; no entanto, o sistema era alongado, com uma circulação separada para o oeste. Por volta dessa época, o sistema produziu ventos com força de vendaval em Kosrae no FSM. No final de 9 de outubro, o JMA atualizou a depressão para Tempestade tropical Bavi a leste de Guam, embora ainda fosse um sistema amplo na época. Depois de se tornar uma tempestade tropical, Bavi moveu-se geralmente para o norte devido a uma crista recuando para o nordeste. Em 11 de outubro, os ventos eram bastante fracos perto do centro e mais fortes nas bandas de chuva externas. Naquele dia, o JMA estimou ventos de pico de 100 km/h (62 mph). Apesar da ampla estrutura, com uma circulação exposta no pico, o JTWC estimou ventos de até 130 km/h (81 mph), tornando Bavi um tufão. Pouco depois de atingir o pico dos ventos, a tempestade virou para o nordeste e entrou nos ventos de oeste. O cisalhamento crescente enfraqueceu a convecção, e Bavi tornou-se extratropical em 13 de outubro. Continuou para o nordeste e cruzou para o Pacífico Central em 16 de outubro.

### Tempestade tropical severa Maysak
Em 25 de outubro, uma área organizada de convecção persistia a sudeste da Ilha Wake. Com o mínimo de cisalhamento do vento, desenvolveu rapidamente uma circulação, tornando-se uma depressão tropical em 26 de outubro. Devido a uma crista a leste, moveu-se geralmente para noroeste e se intensificou lentamente. No final de 27 de outubro, ele se intensificou na tempestade tropical Maysak. Inicialmente, o sistema absorveu ar seco próximo, embora a tempestade pudesse continuar desenvolvendo convecção profunda. Uma depressão que se aproximava virou Maysak para o nordeste, e em 29 de outubro atingiu ventos de pico de 100 km/h (62 mph), de acordo com o JMA. Em dois ocasiões, o JTWC avaliou que Maysak se intensificou brevemente em um tufão, com base em uma característica do olho, embora o aumento do cisalhamento posteriormente tenha causado o enfraquecimento. Continuando para o nordeste, Maysak mudou-se para o Oceano Pacífico central em 30 de outubro altura em que se tornou extratropical.

### Tufão Huko
No Oceano Pacífico central, uma depressão tropical se desenvolveu no vale das monções em 24 de outubro ao sul do Havaí. Ele moveu-se geralmente para oeste-noroeste, intensificando-se na tempestade tropical Huko em 26 de outubro. Tornou-se um furacão dois dias depois, e brevemente enfraqueceu de volta ao status de tempestade tropical antes de se tornar um furacão novamente em 31 de outubro. Em 3 de novembro, Huko cruzou a data internacional Linha para o oeste do Pacífico. Apesar dos padrões favoráveis de influxo e das temperaturas quentes da superfície do mar, Huko só se fortaleceu para atingir ventos de pico de 140 km/h (87 mph). Moveu-se rapidamente para oeste-noroeste devido a uma forte cordilheira ao norte. O ar seco fez com que Huko enfraquecesse ligeiramente, e em 4 de novembro o tufão passou cerca de 95 km a nordeste da Ilha Wake. O tufão trouxe fortes chuvas e rajadas de ventos de 64–72 km/h (40–45 mph) para a ilha. Huko moveu-se através de um ponto fraco no cume, resultando em uma curva para o norte e nordeste. No final de 5 de novembro, Huko enfraqueceu abaixo do status de tufão, e o cisalhamento crescente causou um enfraquecimento ainda maior. Em 7 de novembro, Huko tornou-se extratropical e, mais tarde naquele dia, seus remanescentes cruzaram de volta para o Pacífico central. Vários dias depois, os remanescentes afetaram o norte da Califórnia.

### Tufão Haishen
Em meados de novembro, uma área de tempestades se desenvolveu a sudoeste de Chuuk, no FSM, no vale das monções. Com cisalhamento fraco e bom fluxo de saída, ele se organizou lentamente, tornando-se uma depressão tropical em 20 de novembro. Mudou-se rapidamente para oeste-noroeste, intensificando-se na tempestade tropical Haishen no final de 20 de novembro a sudeste de Guam. Ao passar ao sul da ilha, Haishen produziu ventos fortes. A convecção se organizou em um nublado denso central e desenvolveu uma característica ocular. No início de 23 de novembro, Haishen se intensificou em um tufão; por volta dessa época, ele começou a se mover ao norte devido à aproximação de um vale. O tufão intensificou-se rapidamente para ventos de pico de 155 km/h (96 mph). Logo depois, Haishen começou a enfraquecer devido ao aumento do cisalhamento, e o olho se dissipou rapidamente. No final de 24 de novembro, enfraqueceu abaixo do status de tufão, e no início de 25 de novembro Haishen tornou-se extratropical. Os remanescentes continuaram para o nordeste, dissipando-se em 26 de novembro.

### Tufão Pongsona
O tufão Pongsona foi o último tufão da temporada e o segundo desastre mais caro em 2002 nos Estados Unidos e seus territórios. Formou-se em 2 de dezembro tendo se originado como uma área de convecção ao leste-sudeste de Pohnpei no final de novembro. Com uma crista ao norte, a depressão seguiu geralmente para o oeste por vários dias, intensificando-se para a tempestade tropical Pongsona em 3 de dezembro. Após um olho desenvolvido em 5 de dezembro, a tempestade atingiu o status de tufão ao norte de Chuuk. Estável a intensificação continuou, até que se tornou mais rápida em 8 de dezembro ao se aproximar de Guam. Naquele dia, o JMA estimou ventos de pico de 165 km/h (103 mph), e o JTWC com ventos de pico estimados em 240 km/h (150 mph), tornando Pongsona um supertufão. Em torno da sua intensidade máxima, o olho do tufão moveu-se sobre Guam e Rota. Depois atingindo Guam, Pongsona começou a se mover para o norte e depois para o nordeste, enfraquecendo rapidamente devido à presença de ar seco e à interação com uma tempestade de latitude média que se aproximava. Depois que a convecção diminuiu no centro, Pongsona tornou-se extratropical no início de 11 de dezembro. Cedo no dia seguinte, ela se dissipou a leste do Japão.
Em Guam, Pongsona foi o terceiro tufão mais intenso registrado a atingir a ilha, com rajadas de vento atingindo 278 km/h (173 mph). Os danos totalizaram US$ 700 milhões, tornando-se uma das cinco tempestades mais caras em Guam. O tufão feriu 193 pessoas e matou uma pessoa. Além de seus ventos fortes, Pongsona deixou cair chuvas torrenciais que atingiram o pico em 650,5 mm. Um total de 1 751 casas foram destruídas em Guam e outras 6.740 foram danificadas em algum grau. Grandes áreas perderam água e o sistema rodoviário foi fortemente danificado. Na vizinha Rota, Pongsona danificou 460 casas e destruiu 114, causando $ 30 milhões adicionais em danos. Tanto Guam quanto as Ilhas Marianas do Norte foram declaradas áreas de desastre federal, o que disponibilizou verbas federais para reparar os danos causados pela tempestade. Em Guam, o governo federal forneceu cerca de US $ 125 milhões em financiamento para indivíduos e outros programas.

### Outros sistemas
Em 15 de fevereiro, uma depressão tropical fraca desenvolveu-se a leste de Mindanao, de acordo com o JMA; no dia seguinte, o sistema se dissipou. No início de abril, um distúrbio tropical se desenvolveu ao longo da extremidade sul de uma frente fria estacionária a oeste do Atol Enewetak. Enquanto gradualmente se organizava, o sistema produziu rajadas de vento com força de vendaval no FSM. Em 5 de abril, o JTWC deu início a avisos sobre a depressão tropical 04W. O sistema moveu-se para noroeste devido a uma tempestade extratropical próxima, que mais tarde fez com que a depressão também se tornasse extratropical cerca de 650 km a oeste-sudoeste de Wake Atoll. O JMA emitiu seu último comunicado em 8 de abril.
Uma depressão tropical se formou no Mar da China Meridional em 28 de maio de que recebeu o nome de "Dagul" por PAGASA. O JTWC nunca previu um fortalecimento significativo, e o sistema consistia em grande parte em convecção deslocada para o sudeste de uma ampla circulação. Uma crista a sudeste dirigia a depressão para o nordeste e, em 30 de maio, a depressão atingiu o sudoeste de Taiwan. A combinação de interação da terra e cisalhamento do vento causou dissipação naquele dia.
O JMA monitorou uma depressão tropical a leste de Iwo Jima em 25 de julho, embora no dia seguinte a agência não estivesse mais rastreando o sistema. Em 3 de agosto, uma pequena circulação foi localizada na costa sudeste de Japão, que mais tarde desenvolveu uma área de convecção sobre ele. O JTWC iniciou alertas sobre depressão tropical 17W às 06:00 UTC em 5 de agosto descrevendo o sistema como um "ciclone anão". Uma crista de nível médio a sudeste dirigia a depressão para o leste, afastando-se do Japão. Condições desfavoráveis causaram enfraquecimento, e o JTWC interrompeu os avisos seis horas após seu primeiro aviso. Outra depressão tropical se formou em 21 de setembro a nordeste das Ilhas Marshall, mas se dissipou no dia seguinte.
Três depressões sem desenvolvimento se formaram em outubro. A primeira foi classificada como depressão pela JMA em 12 de outubro no Mar do Sul da China. Ele se dissipou rapidamente, embora o sistema tenha deixado cair fortes chuvas atingindo 108 mm em uma estação nas Ilhas Paracel. O segundo, classificado como Depressão tropical 27W pelo JTWC, formado em 17 de outubro, cerca de 1.220 km (760 milhas) a leste-nordeste de Saipan. Ele se moveu para o oeste devido a uma crista ao norte, e não se intensificou devido ao fluxo fraco e ao ar seco. Dissipou-se em 19 de outubro. No dia anterior, outra depressão se formou perto da Linha Internacional de Data. Classificada como Depressão tropical 28W pelo JTWC, moveu-se geralmente para o norte devido a uma quebra no cume. O cisalhamento do vento dissipou a depressão em 20 de outubro.

## Nomes das tempestades
No oeste do Oceano Pacífico, o JMA e o PAGASA atribuem nomes aos ciclones tropicais que se desenvolvem na bacia, o que pode resultar em um ciclone tropical com dois nomes. Como parte de seu dever como um Centro Meteorológico Especializado Regional (RSMC), o Typhoon Center da JMA em Tóquio atribui nomes internacionais a ciclones tropicais em nome do Comitê de Tufões da Organização Meteorológica Mundial, caso sejam julgado como tendo ventos sustentados de 10 minutos de 65 km/h (40 mph). O PAGASA atribui nomes a todos os ciclones tropicais que se movem ou se formam como depressão tropical em sua área de responsabilidade, localizada entre 135°E e 115°E e entre 5°N-25°N, mesmo que o ciclone tenha tido uma internacional nome atribuído a ele. Os nomes de ciclones tropicais significativos foram retirados, tanto pela PAGASA e Comitê de Tufões. PAGASA também possui uma lista de nomes auxiliares, das quais as dez primeiras são publicadas, caso sua lista de nomes se esgote.

### Nomes internacionais
Durante a temporada de 24 ciclones tropicais denominados desenvolveram-se no Pacífico Ocidental e foram nomeados pela Agência Meteorológica do Japão, quando foi determinado que eles haviam se tornado tempestades tropicais. Esses nomes foram incluídos em uma lista de 140 nomes submetidos pelos quatorze países e territórios membros do Comitê de Tufões ESCAP/WMO. Todos os nomes da lista foram usados pela primeira vez. Esta é a única vez que os nomes Noguri, Changmi, Chataan, Rusa e Pongsona foram usados. Os dois primeiros tiveram a sua grafia alterada, enquanto os três últimos foram aposentados.
| Tapah    | Mitag    | Hagibis | Noguri  | Rammasun | Chataan | Halong   | Nakri | Fengshen | Kalmaegi | Fung-wong | Kammuri  |
| Phanfone | Vongfong | Rusa    | Sinlaku | Hagupit  | Changmi | Mekkhala | Higos | Bavi     | Maysak   | Haishen   | Pongsona |

Duas tempestades do Pacífico central, o furacão Ele 02C e o furacão Huko 03C, atravessaram esta bacia. Eles se tornaram Tufão Ele e Tufão Huko, mantendo o seu nome original e o sufixo "C" em seus avisos pela JTWC.

### Filipinas
| Agaton                 | Basyang                 | Caloy                    | Dagul                   | Espada                   |
| Florita                | Gloria                  | Hambalos                 | Inday                   | Juan                     |
| Kaka                   | Lagalag                 | Milenyo                  | Neneng (sem ser usado)  | Ompong (sem ser usado)   |
| Paloma (sem ser usado) | Quadro (sem ser usado)  | Rapido (sem ser usado)   | Sibasib (sem ser usado) | Tagbanwa (sem ser usado) |
| Usman (sem ser usado)  | Venus (sem ser usado)   | Wisik (sem ser usado)    | Yayang (sem ser usado)  | Zeny (sem ser usado)     |
| Auxiliary list         |                         |                          |                         |                          |
| Agila (sem ser usado)  | Bagwis (sem ser usado)  | Ciriaco (sem ser usado)  | Diego (sem ser usado)   | Elena (sem ser usado)    |
| Forte (sem ser usado)  | Gunding (sem ser usado) | Hunyango (sem ser usado) | Itoy (sem ser usado)    | Jessa (sem ser usado)    |

A PAGASA usa o seu próprio esquema de nomenclatura para ciclones tropicais em sua área de responsabilidade. O PAGASA atribui nomes às depressões tropicais que se formam dentro da sua área de responsabilidade e a qualquer ciclone tropical que possa passar para a sua área de responsabilidade, e as listas são reutilizadas a cada quatro anos. Os nomes que não foram atribuídos são marcados em cinzento.

## Efeitos sazonais
A tabela seguinte não inclui tempestades sem nome, e os nomes da PAGASA estão entre parênteses. Tempestades que entram do Pacífico Central apenas incluem suas informações enquanto no Pacífico ocidental, e são notadas com um asterisco *.
| Nome                | Datas ativo                   | Classificação maior        | Velocidade ventos sustentados | Pressão               | Áreas afetadas                                   | Prejuízos (USD) | Mortos | Refs                                             |
| ------------------- | ----------------------------- | -------------------------- | ----------------------------- | --------------------- | ------------------------------------------------ | --------------- | ------ | ------------------------------------------------ |
| Tapah (Agaton)      | 10 de janeiro – 13            | Tempestade tropical        | 75 km/h (45 mph)              | 996 hPa (29.42 inHg)  | Filipinas                                        | Nenhum          | Nenhum | [ 110 ]                                          |
| TD                  | fevereiro – 15                | Depressão tropical         | 55 km/h                       | 1006 hPa (29.71 inHg) | Nenhum                                           | Nenhum          | Nenhum |                                                  |
| Mitag (Basyang)     | 27 de fevereiro – 9 de março  | Tufão muito forte          | 175 km/h                      | 930 hPa (27.46 inHg)  | Estados Federados da Micronésia, Palau           | $150 000 000    | 2      | [ 20 ]                                           |
| 03W (Caloy)         | 21 de março – 23              | Depressão tropical         | 55 km/h (35 mph)              | 1004 hPa (29.65 inHg) | Filipinas                                        | $2 400 000      | 35     | [ 22 ]                                           |
| 04W                 | 6 de abril – 8                | Depressão tropical         | 55 km/h (35 mph)              | 1004 hPa (29.65 inHg) | Nenhum                                           | Nenhum          | Nenhum |                                                  |
| Hagibis             | 15 de maio – 21               | Tufão muito forte          | 175 km/h (110 mph)            | 935 hPa (27.61 inHg)  | Ilhas Caroline, Ilhas Mariana                    | Nenhum          | Nenhum | [ 24 ]                                           |
| 06W (Dagul)         | 26 de maio – 30               | Depressão tropical         | 55 km/h (35 mph)              | 1002 hPa (29.59 inHg) | Filipinas, Taiwan                                | Nenhum          | Nenhum | [ 22 ]                                           |
| TD                  | 27 de maio – 29               | Depressão tropical         | Não definido                  | 1008 hPa (29.77 inHg) | Nenhum                                           | Nenhum          | Nenhum |                                                  |
| TD                  | 3 de junho – 5                | Depressão tropical         | Não definido                  | 1004 hPa (29.65 inHg) | Ilhas Ryukyu                                     | Nenhum          | Nenhum |                                                  |
| Noguri (Espada)     | 4 de junho – 10               | Tempestade tropical severa | 110 km/h (75 mph)             | 975 hPa (28.79 inHg)  | Japão, Taiwan                                    | $4 000 000      | Nenhum | [ 28 ]                                           |
| Rammasun (Florita)  | 28 de junho – 6 de julho      | Tufão muito forte          | 155 km/h (100 mph)            | 945 hPa (27.91 inHg)  | China, Península da Coreia, Ilhas Ryukyu, Taiwan | $100 000 000    | 97     | [ 9 ] [ 13 ] [ 31 ] [ 35 ]                       |
| Chataan (Gloria)    | 28 de junho – 11 de julho     | Tufão muito forte          | 175 km/h (110 mph)            | 930 hPa (27.46 inHg)  | Chuuk, Guam, Japão                               | $660 000 000    | 54     | [ 41 ] [ 43 ]                                    |
| Halong (Inday)      | 6 de julho – 16               | Tufão muito forte          | 155 km/h (100 mph)            | 945 hPa (27.91 inHg)  | Guam, Filipinas, Japão                           | $89 800 000     | 10     | [ 46 ] [ 47 ] [ 48 ] [ 49 ] [ 50 ] [ 51 ] [ 52 ] |
| Nakri (Hambalos)    | 7 de julho – 13               | Tempestade tropical severa | 95 km/h (60 mph)              | 983 hPa (29.03 inHg)  | Filipinas, China, Taiwan, Japão                  | Nenhum          | 2      | [ 54 ]                                           |
| Fengshen            | 13 de julho– 28               | Tufão muito forte          | 185 km/h (115 mph)            | 920 hPa (27.17 inHg)  | Japão, China                                     | $4 000 000      | 5      | [ 58 ] [ 60 ] [ 61 ]                             |
| 13W (Juan)          | 18 de julho – 23              | Depressão tropical         | 55 km/h (35 mph)              | 1002 hPa (29.59 inHg) | Filipinas                                        | $240 000        | 14     | [ 11 ] [ 22 ]                                    |
| Fung-wong (Kaka)    | 18 de julho – 27              | Tufão                      | 130 km/h (80 mph)             | 960 hPa (28.35 inHg)  | Japão                                            | Nenhum          | Nenhum | [ 63 ]                                           |
| Kalmaegi            | 20 de julho – 21              | Tempestade tropical        | 65 km/h (40 mph)              | 1003 hPa (29.62 inHg) | Nenhum                                           | Nenhum          | Nenhum | [ 8 ]                                            |
| TD                  | 25 de julho – 26              | Depressão tropical         | Não definido                  | 1004 hPa (29.65 inHg) | Nenhum                                           | Nenhum          | Nenhum |                                                  |
| TD                  | 29 de julho – 30              | Depressão tropical         | Não definido                  | 998 hPa (29.47 inHg)  | Sul da China                                     | Nenhum          | Nenhum |                                                  |
| Kammuri (Lagalag)   | 2 de agosto – 7               | Tempestade tropical severa | 100 km/h (65 mph)             | 980 hPa (28.94 inHg)  | China                                            | $509 000 000    | 153    | [ 16 ] [ 17 ]                                    |
| 17W                 | 5 de agosto – 6               | Depressão tropical         | 55 km/h (35 mph)              | 998 hPa (29.47 inHg)  | Nenhum                                           | Nenhum          | Nenhum |                                                  |
| 18W (Milenyo)       | 11 de agosto – 14             | Depressão tropical         | 55 km/h (35 mph)              | 998 hPa (29.47 inHg)  | Filipinas                                        | $3 300 000      | 35     | [ 11 ] [ 22 ]                                    |
| Phanfone            | 11 de agosto– 20              | Tufão muito forte          | 155 km/h (100 mph)            | 940 hPa (27.76 inHg)  | Japão                                            | Nenhum          | Nenhum | [ 17 ]                                           |
| Vongfong            | 15 de agosto – 20             | Tempestade tropical        | 75 km/h (45 mph)              | 985 hPa (29.09 inHg)  | China                                            | $86 000 000     | 9      | [ 17 ] [ 22 ] [ 75 ]                             |
| Rusa                | 22 de agosto – 1 de setembro  | Tufão                      | 150 km/h (90 mph)             | 950 hPa (28.05 inHg)  | Japão, Coreia do Sul, Coreia do Norte            | $4 200 000 000  | 238    | [ 76 ] [ 77 ] [ 83 ] [ 111 ]                     |
| Sinlaku             | 27 de agosto – 9 de setembro  | Tufão                      | 150 km/h (90 mph)             | 950 hPa (28.05 inHg)  | Japão, China                                     | $723 000 000    | 30     | [ 17 ] [ 83 ] [ 80 ]                             |
| Ele                 | 30 de agosto – 10 de setembro | Tufão muito forte          | 165 km/h (105 mph)            | 940 hPa (27.76 inHg)  | Nenhum                                           | Nenhum          | Nenhum | [ 8 ]                                            |
| Hagupit             | 9 de setembro – 15            | Tempestade tropical        | 85 km/h (50 mph)              | 990 hPa (29.23 inHg)  | China                                            | $32 500 000     | 25     | [ 86 ]                                           |
| TD                  | 18 de setembro – 19           | Depressão tropical         | Não definido                  | 1002 hPa (29.59 inHg) | Ilhas Mariana                                    | Nenhum          | Nenhum |                                                  |
| Changmi             | 20 de setembro – 22           | Tempestade tropical        | 85 km/h (50 mph)              | 985 hPa (29.09 inHg)  | Nenhum                                           | Nenhum          | Nenhum | [ 8 ]                                            |
| TD                  | 21 de setembro – 22           | Depressão tropical         | Não definido                  | 1008 hPa (29.77 inHg) | Nenhum                                           | Nenhum          | Nenhum |                                                  |
| Mekkhala            | 22 de setembro – 28           | Tempestade tropical        | 85 km/h (50 mph)              | 990 hPa (29.23 inHg)  | China                                            | $102 500 000    | Nenhum | [ 86 ]                                           |
| Higos               | 26 de setembro – 2 de outubro | Tufão muito forte          | 175 km/h (110 mph)            | 930 hPa (27.47 inHg)  | Japão, Primorsky Krai                            | $2 140 000 000  | 12     | [ 90 ] [ 93 ]                                    |
| Bavi                | 8 de outubro – 13             | Tempestade tropical severa | 100 km/h (65 mph)             | 985 hPa (29.09 inHg)  | Nenhum                                           | Nenhum          | Nenhum | [ 8 ]                                            |
| TD                  | 12 de outubro                 | Depressão tropical         | Não definido                  | 1004 hPa (29.65 inHg) | Nenhum                                           | Nenhum          | Nenhum |                                                  |
| 27W                 | 15 de outubro – 18            | Depressão tropical         | 55 km/h (35 mph)              | 1004 hPa (29.65 inHg) | Nenhum                                           | Nenhum          | Nenhum |                                                  |
| 28W                 | 18 de outubro – 19            | Depressão tropical         | 55 km/h (35 mph)              | 1008 hPa (29.77 inHg) | Nenhum                                           | Nenhum          | Nenhum |                                                  |
| TD                  | 23 de outubro – 24            | Depressão tropical         | Não definido                  | 1010 hPa (29.83 inHg) | Taiwan                                           | Nenhum          | Nenhum |                                                  |
| Maysak              | 26 de outubro – 30            | Tempestade tropical severa | 100 km/h (65 mph)             | 980 hPa (28.94 inHg)  | Nenhum                                           | Nenhum          | Nenhum | [ 8 ]                                            |
| Huko                | 3 de novembro – 7             | Tufão                      | 140 km/h (85 mph)             | 985 hPa (29.09 inHg)  | Nenhum                                           | Nenhum          | Nenhum | [ 8 ]                                            |
| Haishen             | 20 de novembro – 24           | Tufão muito forte          | 155 km/h (100 mph)            | 955 hPa (28.20 inHg)  | Nenhum                                           | Nenhum          | Nenhum | [ 8 ]                                            |
| TD                  | 27 de novembro                | Depressão tropical         | Não definido                  | 1008 hPa (29.77 inHg) | Nenhum                                           | Nenhum          | Nenhum |                                                  |
| Pongsona            | 2 de dezembro – 11            | Tufão                      | 140 km/h (85 mph)             | 940 hPa (27.76 inHg)  | Guam, Ilhas Marianas do Norte                    | $730 000 000    | 1      | [ 100 ] [ 101 ]                                  |
| Totais da temporada |                               |                            |                               |                       |                                                  |                 |        |                                                  |
| 44 sistemas         |                               |                            | 185 km/h (115 mph)            | 920 hPa (27.17 inHg)  |                                                  | >$9 537 240 000 | 725    |                                                  |

### Reforma
Os nomes Chataan, Rusa e Pongsona foram retirados pelo Comitê de Tufões da OMM. Os nomes Matmo, Nuri e Noul foram escolhidos para substituir Chataan, Rusa e Pongsona, respectivamente.